# Dypsis acaulis
Dypsis acaulis – gatunek palmy z rzędu arekowców (Arecales). Występuje endemicznie na Madagaskarze, w prowincji Antsiranana. Można go spotkać między innymi w Parku Narodowym Masoala. Znane jest tylko jedno jego naturalne stanowisko.
Rośnie w bioklimacie wilgotnym. Występuje na wysokości do 500 m n.p.m.